# Tiamat (zespół muzyczny)
Tiamat – szwedzki zespół muzyczny założony w 1988 w miejscowości Täby.
W latach 1987–1989 muzycy zespołu występowali pod nazwą Treblinka, pod którą wydali trzy albumy: Crawling in Vomits (1988), The Sign of the Pentagram (1989) i Severe Abomination (1989). Początkowo prezentowali styl muzyczny z gatunku black metal, a na albumie pt. Sumerian Cry (1990) słychać wpływy gatunku death metal. Wydany w 1991 album pt. The Astral Sleep zawiera muzykę z pogranicza death i thrash metalu. Kolejne dwie płyty zespołu – Clouds i Wildhoney – zawierają melodyjny gothic/doom metal z elementami death metalu. Na kolejnych płytach zespół zmienił styl na bardziej rockowy. Grupa w swojej twórczości nawiązuje do zagadnień, takich jak miłość, religia czy mitologia sumeryjska.

## Historia

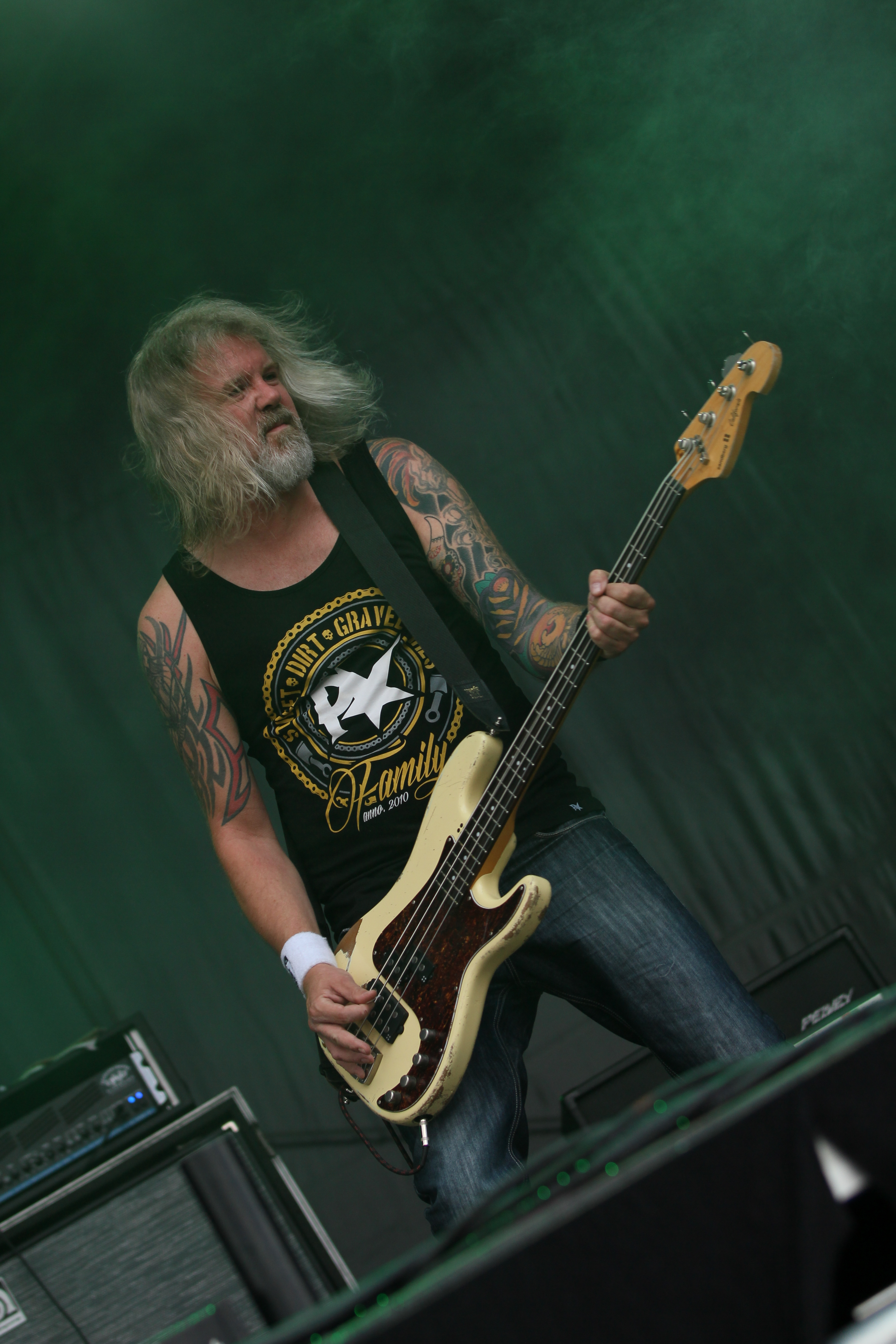
Anders Iwers (2014)

Grupa powstała 1988 w miejscowości Täby. Do 1989 roku zespół występował pod nazwą Treblinka, tego samego roku do zespołu dołączył gitarzysta Johan Edlund, jego późniejszy lider. Pod nazwą Treblinka ukazały się trzy wydawnictwa zatytułowane Crawling in Vomits (1988), The Sign of the Pentagram (1989) oraz Severe Abomination (1989). W 1990 muzycy wydali – już jako Tiamat – singiel „A Winter Shadow”, a następnie (nakładem wytwórni muzycznej CMFT Productions) album pt. Sumerian Cry. W 1991 ukazał się 5 way split – album pt. In the eyes of death. Znalazły się na nim utwory Tiamatu wraz z utworami grup Unleashed, Asphyx, Loudblast i Grave. 1 września tego samego roku wydali drugi album pt. The Astral Sleep. Również w 1991 zagrali swój pierwszy zagraniczny koncert – w Polsce, do której w późniejszych latach wielokrotnie wracali.
1 września 1993 wydali album pt. Clouds. W 1994 wydali pierwszy w karierze album koncertowy pt. The Sleeping Beauty - Live in Israel oraz kolejny album studyjny – Wildhoney. Rok później ukazała się pierwsza kompilacja nagrań zespołu pt. The Musical History of Tiamat. 22 kwietnia 1997 roku ukazał się piąty album grupy pt. A Deeper Kind of Slumber promowany singlem pt. Cold Seed. W 1999 roku ukazał się singel pt. Brighter Than The Sun promujący szósty album Tiamat pt. Skeleton Skeletron, który ukazał się 11 sierpnia. Wydawnictwo zostało nagrane w trzech duńskich studiach Puk, Medley i Sun Studio w Kopenhadze, we współpracy z producentem Larsem Nissenem. Tego samego roku ukazał się pierwszy minialbum grupy pt. For Her Pleasure.
13 lutego 2002 roku ukazał się siódmy album grupy pt. Judas Christ. Wydawnictwo było promowane singlem pt. Vote For Love. Album został nagrany w duńskim Pukstudio we współpracy z producentem muzycznym Larsem Nissenem. Na limitowanej edycji albumu ukazał się ponadto teledysk do utworu „Vote For Love” oraz wersje demo utworów „Sixshooter” i „However You Look At It You Lose”. 14 marca 2002 roku grupa wystąpiła w ramach festiwalu Metalmania w katowickim Spodku. W 2003 roku ukazał się singel pt. Cain promujący ósmy album grupy pt. Prey, który ukazał się 27 października. Wydawnictwo zostało zmiksowane i zmasterowane w helsińskich Finnvox Studios. Ponadto do utworu „Cain” został zrealizowany teledysk w reżyserii Patrica Ullaeusa, pracownika Revolver Film Company, który współpracował również z takimi grupami jak Dimmu Borgir, Within Temptation i Passenger. W 2004 roku grupa wystąpiła na festiwalu Metalmania w Katowicach. Edlund o występach w Polsce:

Uwielbiamy grać w Polsce i właściwie nie mamy złych wspomnień z waszego kraju. Nasz pierwszy koncert poza Skandynawią miał miejsce na Metalmanii w 1991 roku, kiedy graliśmy razem z Grave, Dismember i Morgoth. Dlatego cieszę się, że znowu do was zawitamy i po raz kolejny będziemy mieli okazję zaprezentować się w Spodku. Metalmania to dla nas szczególny festiwal i wiem, że mogę liczyć na polską publiczność.

Album był promowany również podczas dwutygodniowej trasy koncertowej w Europie, którą zespół odbył wraz z Theatre of Tragedy, Sirenia i Pain. W styczniu 2005 roku grupa wystąpiła trzykrotnie podczas koncertów we Wrocławiu, Krakowie i Warszawie. Występ Tiamat poprzedziły grupy Pain, Desdemona i Sacriversum.
W 2006 roku nakładem Metal Mind Productions ukazało się pierwsze wydawnictwo DVD grupy pt. The Church of Tiamat. Na wydawnictwo ukazał się m.in. koncert sfilmowany w styczniu 2005 w krakowskim studiu TVP na Krzemionkach, teledyski oraz materiały archiwalne. W 2007 roku ukazała się druga kompilacja grupy pt. Commandments. Było to ostatnie wydawnictwo, które ukazało się nakładem Century Media Records.
18 kwietnia 2008 roku nakładem Nuclear Blast Records ukazał się dziewiąty album grupy pt. Amanethes. Wydawnictwo zostało poprzedzone singlem pt. The Temple of the Crescent Moon. Nagrania Amanethes odbyły się w greckim studiu Mansion, a także Cue oraz szwedzkim Studio Mega. Album został zmiksowany przez Siggi Bemma w należącym do Waldemara Sorychty Studio Woodhouse w miejscowości Hagen. 18 sierpnia tego samego roku ukazał się box pt. The Ark of the Covenant – The Complete Century Media Years zawierający kompilację nagrań zespołu. Wydawnictwo ukazało się w limitowanym do 3000 egzemplarzy nakładzie. Również w 2008 roku do zespołu dołączył sesyjny gitarzysta Johan Niemannm, który zastąpił Thomasa Wyresona. 13 lutego 2009 roku grupa wystąpiła w ramach trasy koncertowej Hellhound Tour Festival. Koncert grupy poprzedziły występy The 69 Eyes i Ava Inferi.

## Muzycy

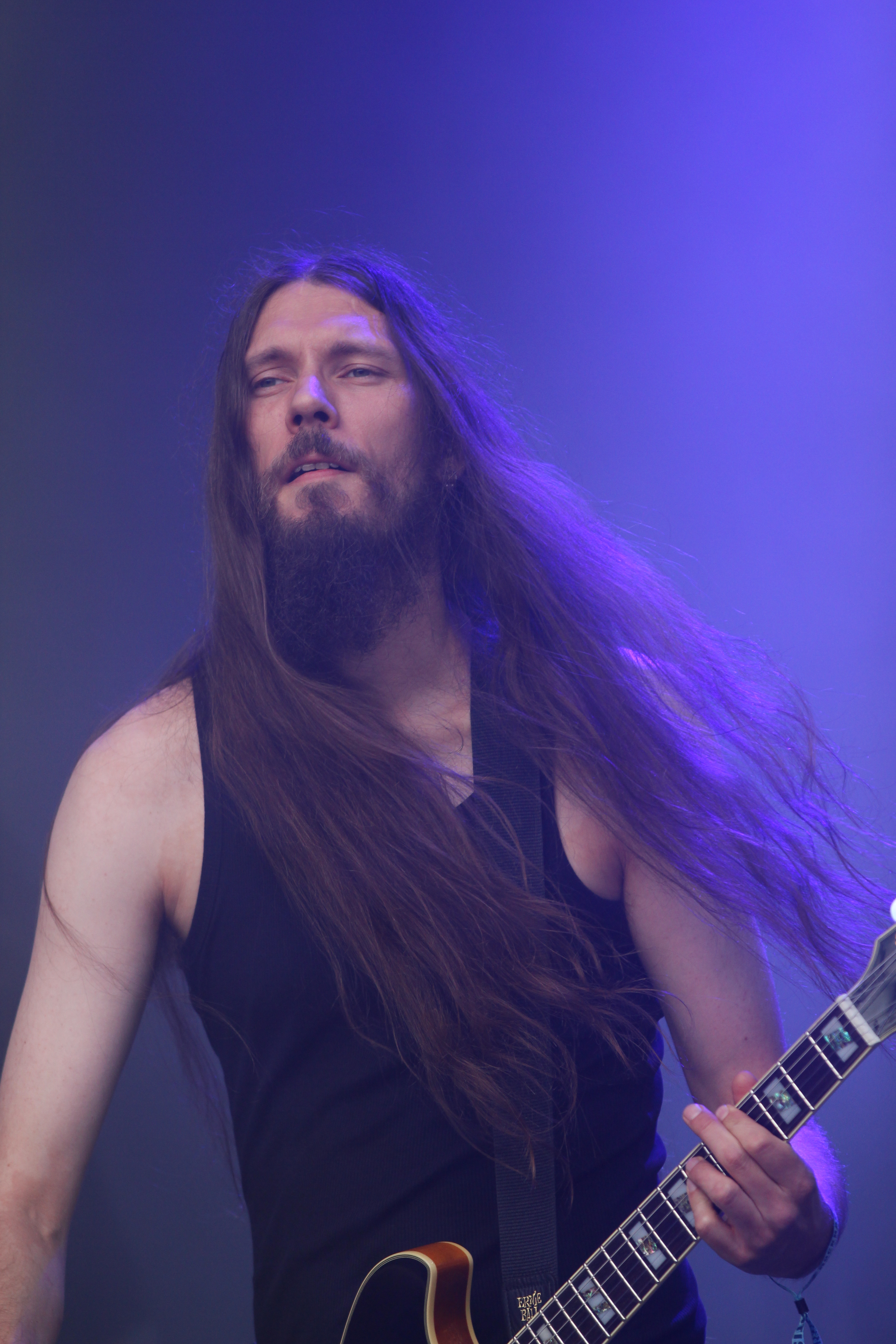
Roger Öjersson, 2014

Opracowano na podstawie materiału źródłowego.
| - Johan Edlund – wokal prowadzący, gitara, instrumenty klawiszowe (od 1989) - Anders Iwers – gitara basowa (od 1996) - Lars Sköld – perkusja (od 1994) - Roger Öjersson – gitara, instrumenty klawiszowe, mandolina, wokal wspierający (od 2011) - Jesper Sklarin – gitara basowa (2008) - Johan Niemann – gitara (2008) - Martin Powell – instrumenty klawiszowe (2006–2007) - Martin Brändström – instrumenty klawiszowe (2002–2009) - Joakim Svalberg – instrumenty klawiszowe (2011–2014) - Rikard Zander – instrumenty klawiszowe (od 2014) |  | - Jörgen Thullberg – gitara basowa (1988–1992) - Johnny Hagel – gitara basowa (1992–1996) - Jonas Malmsten – instrumenty klawiszowe (1991) - Kenneth Roos – instrumenty klawiszowe (1992–1994) - P.A. Danielsson (zmarły) – instrumenty klawiszowe (1994–1995) - Dirk Draeger – instrumenty klawiszowe (1997) - Stefan Lagergren – gitara (1988–1990) - Thomas Petersson – gitara (1990–1994, 1996–2008) - Magnus Sahlgren – gitara (1994) - Thomas Wyreson – gitara (2008) - Fredrik Åkesson – gitara (2004) - Andreas Holmberg – perkusja (1988–1990) - Niklas Ekstrand – perkusja (1990–1994) - Waldemar Sorychta – instrumenty klawiszowe (1995) |

## Dyskografia
| 1990                           | Sumerian Cry - Data: 7 czerwca 1990 - Wydawca: CMFT Productions                    | –  | –  | –  | –   |
| 1991                           | The Astral Sleep - Data: 1 września 1991 - Wydawca: Century Media Records          | –  | –  | –  | –   |
| 1992                           | Clouds - Data: 2 kwietnia 1992 - Wydawca: Century Media Records                    | –  | –  | –  | –   |
| 1994                           | Wildhoney - Data: 1 września 1994 - Wydawca: Century Media Records                 | –  | 29 | –  | –   |
| 1994                           | Gaia (EP) - Data: 28 listopada 1994 - Wydawca: Century Media Records               | –  | –  | –  | –   |
| 1997                           | A Deeper Kind of Slumber - Data: 12 sierpnia 1997 - Wydawca: Century Media Records | 39 | 29 | 22 | –   |
| 1999                           | Skeleton Skeletron - Data: 11 sierpnia 1999 - Wydawca: Century Media Records       | 56 | 19 | 47 | –   |
| 1999                           | For Her Pleasure (EP) - Data: 8 listopada 1999 - Wydawca: Century Media Records    | –  | –  | –  | –   |
| 2002                           | Judas Christ - Data: 30 kwietnia 2002 - Wydawca: Century Media Records             | 52 | 28 | –  | –   |
| 2003                           | Prey - Data: 27 października 2003 - Wydawca: Century Media Records                 | –  | 83 | –  | –   |
| 2008                           | Amanethes - Data: 18 kwietnia 2008 - Wydawca: Nuclear Blast Records                | 13 | 69 | –  | –   |
| 2012                           | The Scarred People - Data: 26 października 2012 - Wydawca: Napalm Records          | 11 | 62 | –  | 154 |
| „–” pozycja nie była notowana. |                                                                                    |    |    |    |     |

| Rok  | Tytuł |
| ---- | --- |
| 1995 | The Musical History of Tiamat - Data: luty 1995 - Wydawca: Century Media Records                                     |
| 2007 | Commandments - Data: 26 lutego 2007 - Wydawca: Century Media Records                                                 |
| 2008 | The Ark of the Covenant – The Complete Century Media Years - Data: 18 sierpnia 2008 - Wydawca: Century Media Records |

| 1994                           | The Sleeping Beauty – Live in Israel - Data: 5 kwietnia 1994 - Wydawca: Century Media Records | – |
| 2006                           | The Church of Tiamat (DVD) - Data: 24 kwietnia 2006 - Wydawca: Metal Mind Productions         | 5 |
| „–” pozycja nie była notowana. |                                                                                               |   |

| Rok  | Tytuł                           | Album                    |
| ---- | ------------------------------- | ------------------------ |
| 1990 | A Winter Shadow                 | The Astral Sleep         |
| 1997 | Cold Seed                       | A Deeper Kind of Slumber |
| 1999 | Brighter Than the Sun           | Skeleton Skeletron       |
| 2002 | Vote for Love                   | Judas Christ             |
| 2003 | Cain                            | Prey                     |
| 2008 | The Temple of the Crescent Moon | Amanethes                |
| 2013 | Born to Die                     | The Scarred People       |

| Rok  | Tytuł                                                                                 |
| ---- | ------------------------------------------------------------------------------------- |
| 1988 | Crawling in Vomits - Data: 15 listopada 1988 - Wydawca: No Veins in Brain Productions |
| 1989 | The Sign of the Pentagram - Data: marzec 1989 - Wydawca: brak (wydanie własne)        |
| 1989 | Severe Abomination - Data: lipiec 1989 - Wydawca: Mould in Hell Records               |

## Teledyski
| Rok  | Tytuł                        | Reżyseria                         | Album                    |
| ---- | ---------------------------- | --------------------------------- | ------------------------ |
| 1992 | „Sleeping Beauty”            | –                                 | Clouds                   |
| 1994 | „Whatever That Hurts”        | –                                 | Wildhoney                |
| 1994 | „Visionaire”                 | –                                 | Wildhoney                |
| 1994 | „Gaia”                       | –                                 | Wildhoney                |
| 1997 | „Cold Seed”                  | –                                 | A Deeper Kind Of Slumber |
| 1999 | „Brighter Than The Sun”      | –                                 | Skeleton Skeletron       |
| 2002 | „Vote For Love”              | –                                 | Judas Christ             |
| 2003 | „Cain”                       | –                                 | Prey                     |
| 2012 | „The Scarred People”         | angst-im-wald                     | The Scarred People       |
| 2013 | „384”                        | Ioanna Lampropoulou               | The Scarred People       |
| 2013 | „Love Terrorists”            | Johan Edlund, Ioanna Lampropoulou | The Scarred People       |
| 2013 | „The Red Of The Morning Sun” | Johan Edlund, Ioanna Lampropoulou | The Scarred People       |

## Nagrody i wyróżnienia
| Rok  | Kategoria                   | Tytułem                  | Nagroda                 | Nota      | Źródło |
| ---- | --------------------------- | ------------------------ | ----------------------- | --------- | ------ |
| 1998 | Årets hårdrock              | A Deeper Kind of Slumber | Grammis                 | Nominacja | [ 48 ] |
| 2009 | The Best Gothic Metal Album | Amanethes                | Metal Storm Awards 2008 | 2 miejsce | [ 49 ] |
| 2013 | The Best Gothic Metal Album | The Scarred People       | Metal Storm Awards 2012 | 8 miejsce | [ 50 ] |